# Liebfrauen (Vorhalle)

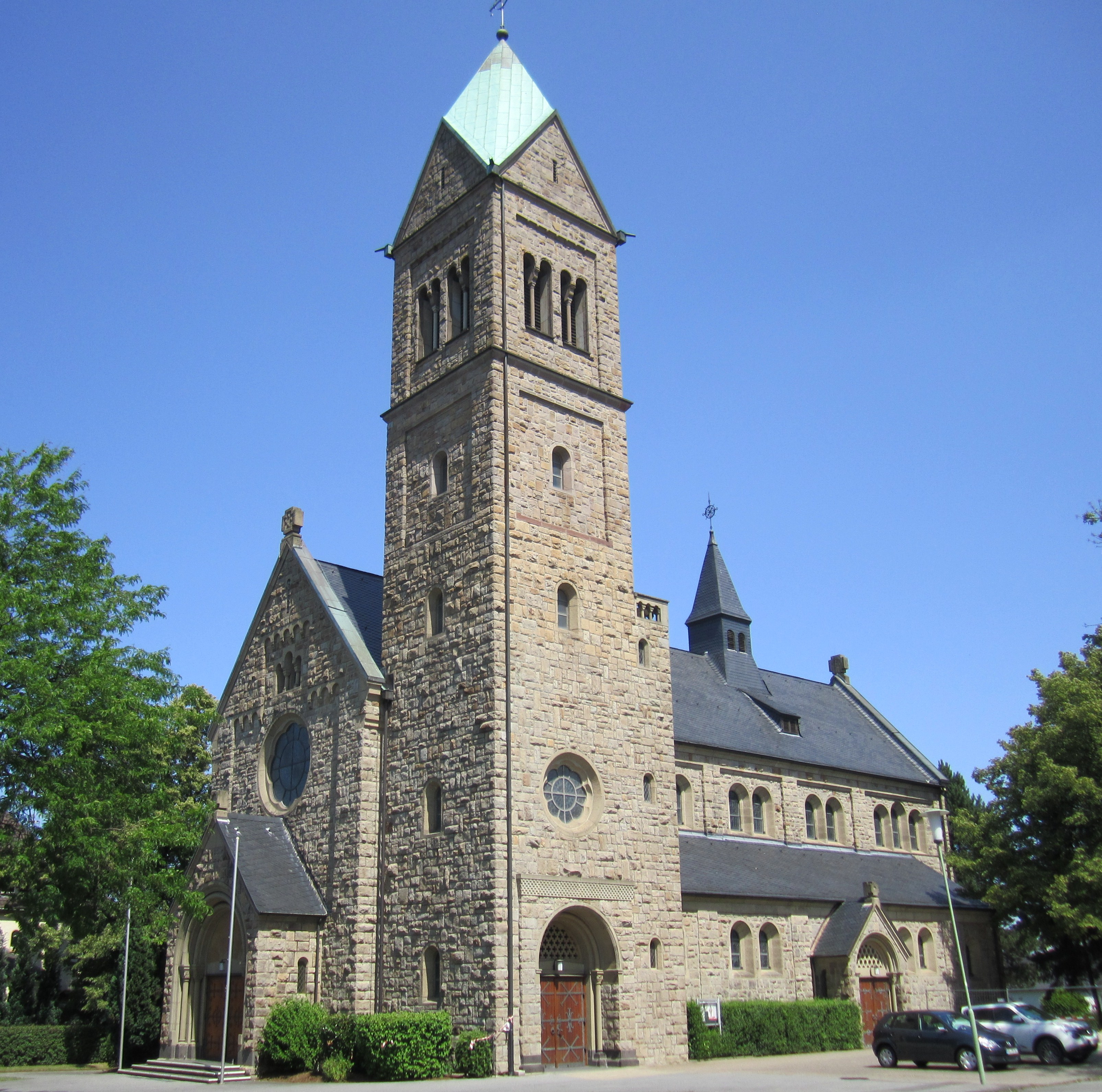
Liebfrauen (Vorhalle)

Die römisch-katholische, denkmalgeschützte Pfarrkirche Liebfrauen steht in Vorhalle, einem Ortsteil der kreisfreien Stadt Hagen in Nordrhein-Westfalen. Die Kirchengemeinde gehört zum Pastoralverbund Hagen-An der Volme im Dekanat Hagen-Witten des Erzbistums Paderborn.

## Beschreibung
Die neuromanische Basilika wurde 1911/12 aus Bossenwerk erbaut. Architekt war Johann Carl Pinnekamp.
Sie besteht aus einem Langhaus mit einem Mittelschiff und zwei Seitenschiffen und einer halbrund geschlossenen Apsis im Osten. Die Obergaden bestehen aus Bogenfenstern, ebenso die Fenster der Seitenschiffe. Vor der Fassade im Westen unter dem Rundfenster befindet sich das Portal in einem mit Säulen flankierten Anbau. Aus dem Satteldach des Mittelschiffs erhebt sich ein quadratischer Dachreiter, in dem eine Kirchenglocke hing. 
Der mit einem Rhombendach bedeckte Kirchturm an der Südwestecke der Fassade wurde erst 1924 ausgeführt. Sein oberstes Geschoss beherbergt nunmehr hinter den als Biforien gestalteten Klangarkaden den Glockenstuhl. 
Der Innenraum des Mittelschiffs ist mit einem Tonnengewölbe aus Rabitz überspannt, in das die Stichkappengewölbe der Seitenschiffe einschneiden. Die reparaturanfällige Orgel wurde 2003 durch eine Digitale Sakralorgel ersetzt.

### Glocken
| Nr. | Name/Patron     | Nominal | Durchm   | Gussjahr | Gießer                                   | Material  |
| --- | --------------- | ------- | -------- | -------- | ---------------------------------------- | --------- |
| 1   | Hl. Maria       | c'-6    | 1.910 mm | 1949     | Bochumer Verein für Gussstahlfabrikation | Gussstahl |
| 2   | Hl. Joseph      | es'-9   | 1.650 mm | 1949     | Bochumer Verein für Gussstahlfabrikation | Gussstahl |
| 3   | Hl. Elisabeth   | f'-5    | 1.430 mm | 1949     | Bochumer Verein für Gussstahlfabrikation | Gussstahl |
| 4   | Hl. Schutzengel | g'-2    | ?        | 1925     | Petit & Edelbrock Gescher                | Bronze    |